# Кіши-Караой
Кіши́-Карао́й (каз. Кіші Қараой) — село у складі Акжарського району Північноказахстанської області Казахстану. Входить до складу Кішикараойського сільського округу, раніше було центром та єдиним населеним пунктом ліквідованої Київської сільської ради.
До 2021 року село називалось Київське.
Населення — 320 осіб (2021; 574 у 2009, 905 у 1999, 1473 у 1989).
Національний склад станом на 1989 рік:
- казахи — 49 %
- українці — 21 %
- росіяни — 20 %.